# Aoi Blink
Aoi Blink (jap. 青いブリンク, Aoi Burinku, dt. „blaues Blink“) ist eine Anime-Fernsehserie, die 1989 unter der Regie und nach einer Idee von Osamu Tezuka produziert wurde.

## Inhalt
Der Junge Kakeru rettet das blaue Pony Blink, das in einem schweren Sturm in Schwierigkeiten geraten ist. Erstaunlicherweise kann das Pony sprechen und verspricht, Kakeru zu Hilfe zu eilen, wenn er es ruft. Als Kakeru nach den Ferien nach Hause zurückkommt, ist sein Vater entführt worden. Mit Hilfe von Blink sucht er nun seinen Vater.

## Produktion und Veröffentlichung
Die Serie wurde 1989 von Tezuka Productions unter der Regie von Osamu Tezuka und Seitarō Hara produziert. Das Konzept stammt von Osamu Tezuka, der gemeinsam mit Kazuhiko Utagawa auch das Charakterdesign entwarf. Die künstlerische Leitung hatte Kazuo Okada inne. Die Erstausstrahlung des Animes fand vom 7. April 1989 bis zum 16. März 1990 bei NHK statt.
Eine englische Fassung wurde als Blue Blink auf Hawaii ausgestrahlt, Telecinco sendete den Anime in Spanien, RaiDue in Italien. Es existieren außerdem Übersetzungen ins Französische, Arabische und Tagalog.

### Synchronisation
| Rolle          | japanischer Sprecher (Seiyū) |
| -------------- | ---------------------------- |
| Blink, Kakeru  | Masako Nozawa                |
| Kirara         | Miki Itō                     |
| Julie          | Ai Orikasa                   |
| Shiki Haruhiko | Gorō Naya                    |

### Musik
Die Musik der Serie wurde von Hiroaki Serizawa komponiert. Der Vorspanntitel ist Hitomi no Naka no Mirai (瞳の中の未来) von Yoko Minamino, das Abspannlied Makenaide Yūki (負けないで勇気) stammt von Shinobu Nakayama.